# Boophis reticulatus
Espèce
Statut de conservation UICN

 LC  : Préoccupation mineure
Boophis reticulatus est une espèce d'amphibiens de la famille des Mantellidae.

## Répartition et habitat
Cette espèce est endémique de Madagascar. Elle se rencontre entre 800 et 1 650 m d'altitude sur la façade Est de l'île. Elle vit près des cours d'eau dans la forêt tropicale humide. Elle ne survit pas dans des habitats dégradés.

## Publication originale
- Blommers-Schlösser, 1979 : Biosystematics of the Malagasy frogs II. The genus Boophis (Rhacophoridae). Bijdragen tot de Dierkunde - Contributions to Zoology, vol. 49, p. 261-312.